# Jordi Osei-Tutu
Jordi Martin Emmanuel Osei-Tutu (Slough, 2 ottobre 1998) è un calciatore inglese, centrocampista del Bolton.

## Carriera
Nato in Inghilterra da una famiglia di origini ghanesi, è cresciuto nel settore giovanile dell'Arsenal. Il 25 giugno 2019 passa in prestito al Bochum, formazione militante nella seconda divisione tedesca, con cui debutta anche tra i professionisti. Il 25 agosto 2020 viene prestato al Cardiff City, in Championship. Il 10 agosto 2021 viene ceduto in prestito al Nottingham Forest, sempre in Championship. Tuttavia, il 6 gennaio 2022 il prestito viene interrotto, così il 31 gennaio, passa a titolo temporaneo al Rotherham United, in Football League One, con cui vince anche l'EFL Trophy. Il 23 giugno fa ritorno al Bochum, che lo acquista a titolo definitivo. Esordisce in Bundesliga il 6 luglio, in occasione dell'incontro perso per 1-2 contro il Magonza.

## Statistiche

### Presenze e reti nei club
Statistiche aggiornate al 27 agosto 2022.
| Stagione        | Squadra           | Campionato      | Campionato | Campionato | Coppe nazionali | Coppe nazionali | Coppe nazionali | Coppe continentali | Coppe continentali | Coppe continentali | Altre coppe | Altre coppe | Altre coppe | Totale | Totale |
| Stagione        | Squadra           | Comp            | Pres       | Reti       | Comp            | Pres            | Reti            | Comp               | Pres               | Reti               | Comp        | Pres        | Reti        | Pres   | Reti   |
| --------------- | ----------------- | --------------- | ---------- | ---------- | --------------- | --------------- | --------------- | ------------------ | ------------------ | ------------------ | ----------- | ----------- | ----------- | ------ | ------ |
| 2019-2020       | Bochum            | 2L              | 21         | 5          | CG              | 1               | 0               |                    | -                  | -                  |             | -           | -           | 22     | 5      |
| 2020-2021       | Cardiff City      | FLC             | 8          | 0          | FACup+CdL       | 0+1             | 0               |                    | -                  | -                  |             | -           | -           | 9      | 0      |
| 2021-gen. 2022  | Nottingham Forest | FLC             | 4          | 0          | FACup+CdL       | 0               | 0               |                    | -                  | -                  |             | -           | -           | 4      | 0      |
| gen.-giu. 2022  | Rotherham Utd     | FL1             | 14         | 0          | FACup+CdL       | -               | -               |                    | -                  | -                  | FLT         | 2           | 1           | 16     | 1      |
| 2022-2023       | Bochum            | BL              | 4          | 0          | CG              | 1               | 0               |                    | -                  | -                  |             | -           | -           | 5      | 0      |
| Totale carriera | Totale carriera   | Totale carriera | 51         | 5          |                 | 3               | 0               |                    | -                  | -                  |             | 2           | 1           | 56     | 6      |

## Palmarès

### Club

#### Competizioni nazionali
- English Football League Trophy: 1

Rotherham Utd: 2021-2022